# Valli di Lugano
L'Associazione dei Comuni della Regione Valli di Lugano è una delle 54 Regioni di montagna che erano riconosciute a livello della Confederazione, fino al 2010, in base alla Legge federale sugli investimenti nelle regioni di montagna (LIM) del 1974.
È ora stata sostituita dall’Ente regionale per lo sviluppo del Luganese (ERSL, https://ersl.ch/), che nasce il 7 ottobre 2010 a Vezia quale strumento voluto dai Comuni per la messa in atto della politica economica regionale del Ticino e della nuova politica economica regionale (NPR) voluta dalla Confederazione in sostituzione della Legge federale sugli investimenti nelle regioni di montagna (LIM).
Era composta da 10 Comuni, con una popolazione di circa 21'500 abitanti ed è stata costituita, su base volontaria il 31 marzo 1977 e faceva parte dell'Associazione Lugano Turismo e l'Alleanza patriziale Ticinese in rappresentanza dei 28 Patriziati presenti nel territorio.

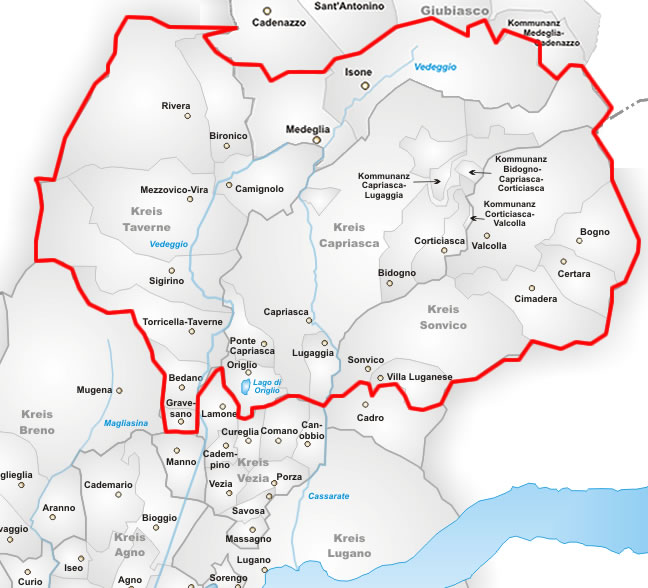
Confine dei comuni delle Valli di Lugano

I comuni che ne facevano parte erano:
- Bedano
- Capriasca
- Gravesano
- Isone
- Lugano (Sonvico e Val Colla)
- Mezzovico-Vira
- Monteceneri
- Origlio
- Ponte Capriasca
- Torricella-Taverne

Ha una superficie di 148,31 km² ed il 66,65% del suo territorio è ricoperto da boschi. Un ulteriore 5,79% è costituito da prati, pascoli, vigneti e frutteti. Gli alpeggi coprono una superficie complessiva di 2'219 ettari (14,96%) mentre le superfici d'insediamento sono distribuite su 595 ettari (4,01%).